# Florjan, Šoštanj
Florjan este o localitate din comuna Šoštanj, Slovenia, cu o populație de 759 de locuitori.